# Corail ahermatypique
Un corail ahermatypique (du grec a- qui marque l'absence ; hermat- qui veut dire « écueil, récif » ; et typo- qui veut dire « forme ») est un corail qui ne participe pas à la construction de récifs coralliens et qui vit à n'importe quelle profondeur. Par extension, on parle de corail ahermatypique pour désigner tout corail ne vivant pas en symbiose avec des zooxanthelles,.